# 캔버스 X
캔버스 X(Canvas X)는 개인용 컴퓨터용으로 캔버스 GFX에서 제작한 드로잉, 이미징 및 퍼블리싱 컴퓨터 프로그램이다.

## 개발
캔버스 GFX의 기원은 1986년으로 거슬러 올라간다. 캔버스에 대한 원래 아이디어는 데네바 시스템즈(Deneba Systems Inc.)의 창립자이자 플로리다 마이애미 출신인 호르헤 미란다, 마누엘 메넨데스, 호아킨 데소토로부터 비롯되었으며, 애플의 매킨토시 컴퓨터를 위한 것으로 탁상출판 혁명을 이끈 프로그램들 중 하나였다.
첫 번째 버전은 여러 면에서 독특했는데, 애플리케이션이자 데스크 액세서리로 출시되었다는 점이 특히 그러했다. 데스크 액세서리 형태로, 다른 프로그램(예: 페이지메이커)이 동시에 실행되는 동안 사용할 수 있었는데, 단일 프로그램 작동 시대에 매우 유용했다.
캔버스는 벡터 및 래스터 그래픽스를 생성하고 편집하는 도구를 제공한다. 이는 삽화, 페이지 레이아웃, 애니메이션, 프레젠테이션 및 인쇄 및 월드 와이드 웹 형식의 출판물에 사용된다.
캔버스는 처음부터 다른 그래픽 애플리케이션들과는 달랐다. 벡터 그래픽스(선화)와 래스터 이미지(사진 및 기타 픽셀 기반)를 위한 도구와 파일 형식을 모두 결합했기 때문이다. 이후 릴리스에서는 여러 페이지 문서 및 마스터 페이지와 같은 워드 프로세싱 및 페이지 레이아웃 기능을 추가했다. 사용자는 창에서 작업하는데, 이 창은 많은 DTP 및 벡터 그래픽 프로그램에서 사용되는 익숙한 "페이스트보드 위의 페이지"와 유사하지만, 단일 삽화 페이지이거나 여러 페이지로 된 잡지, 책, 웹사이트, 애니메이션 또는 프레젠테이션의 한 페이지일 수 있는 이 창에서 사용자는 텍스트, 벡터 그래픽 및 래스터 이미지를 만들거나 편집하고 레이아웃할 수 있다. 캔버스는 또한 예술적 삽화 기능 외에도 기술 도면에 중점을 두었다.
버전 3.5에서 데네바는 크로스 플랫폼을 지원하며, 매킨토시 및 윈도우 컴퓨터용으로 파일 형식 호환성이 있는 버전을 출시했다.
버전 5에서 캔버스는 두 플랫폼 모두를 위해 완전히 다시 작성되었고, 3D 기본 요소 및 렌더링을 생성하기 위한 QuickDraw 3D 기반 팔레트를 포함했다.
소프트웨어 버전 7에서는 QuickDraw 3D 대신 내부 압출 엔진이 사용되었다.
버전 8에서는 카본화되어 클래식 및 Mac OS X에서 모두 실행되는 최초의 복합 그래픽 프로그램이었다.
2003년 4월, 데네바 시스템즈는 버전 9 출시 전에 ACDSee와 같은 윈도우 이미지 편집 및 처리 소프트웨어 개발사인 캐나다 브리티시컬럼비아 빅토리아의 ACD 시스템즈에 인수되었다. 캔버스 개발은 마이애미에서 아메리카 ACD 시스템즈의 후원 아래 계속되었다. 이후 2017년에는 캔버스 GFX로 분사되었다.
캔버스 11이 출시되면서 매킨토시 플랫폼 지원이 중단되어 애플리케이션은 윈도우 전용이 되었다.
캔버스는 표준 버전과 확장 버전으로 제공된다. 한때 선택 사항이었던 과학 이미징 모듈은 이제 캔버스에 통합되어 과학 및 엔지니어링 시각화에서 일반적으로 사용되는 파일 형식에 대한 향상된 입출력 필터를 제공한다. 지리 정보 시스템 (GIS) 모듈은 매핑 및 GIS 기반 데이터 분석에 사용되는 도구를 제공한다.
윈도우 전용 캔버스 X 16 출시 후, 캔버스 드로우 포 맥(Canvas Draw for Mac)이 출시되어 10년간의 공백 끝에 매킨토시 지원을 다시 시작했다(윈도우 버전과는 별도의 로드맵으로 진행됨).
캔버스는 일반 그래픽/DTP 시장의 프로슈머 프로그램으로 시작하여 그래픽 디자인, 광고, 마케팅, DTP와 같은 분야의 많은 전문가들에게 여전히 첫 번째(심지어 유일한) 도구로 사용되고 있지만, 오늘날 소비자/프로슈머 시장에서는 어도비 일러스트레이터, 포토샵, 코렐드로와 같은 대기업이 마케팅하는 프로그램보다 덜 알려져 있다. 학계 및 상업 기업에서 더 잘 알려져 있다.

## 버전 역사
캔버스 공개 버전:
- Canvas 1.0 (매킨토시) – 1987[14][2]
- Canvas 2.0 (매킨토시) – 1989[15]
- Canvas 3.0 (매킨토시) – 1991[16]
- Canvas 3.5 (매킨토시 및 윈도우) – 1992
- Canvas 5 (매킨토시 및 윈도우) – 1996[17]
- Canvas 6 (매킨토시 및 윈도우) – 1998[18]
- Canvas 7 (매킨토시 및 윈도우) – 1999
- Canvas 8 (Mac OS 9, Mac OS X, 및 윈도우) – 2001[8][9]
- Canvas 9 (Mac OS X 및 윈도우) – 2003
- Canvas X (Mac OS X 및 윈도우) – 2005
- Canvas 11 (윈도우 비스타) – 2007
- Canvas 12 (윈도우 XP, 비스타, 7) – 2010
- Canvas 14 (윈도우 XP, 비스타, 7, 8)
- Canvas 15 (윈도우 XP, 비스타, 7, 8) – 2013년 11월 20일[19]
- Canvas X 16 (윈도우 7, 8, 10) – 2014년 11월
- Canvas Draw 1.0 (OS X 10.9, 10.10) – 2015년 8월
- Canvas Draw 2.0 (OS X 10.9, 10.10, 10.11) – 2015년 11월
- Canvas Draw 3.0 (OS X 10.10, 10.11, macOS 10.12) – 2016년 6월
- Canvas X 2017 17.0 (윈도우 7, 8, 10) – 2016년 10월
- Canvas Draw 4.0 (OS X 10.11, macOS 10.12, 10.13) – 2017년 6월
- Canvas X 2018 18.0 (윈도우 7, 8, 10) – 2017년 12월
- Canvas Draw 5.0 (macOS 10.12, 10.13, 10.14) – 2018년 7월
- Canvas X 2019 19.0 (윈도우 7, 8, 10) – 2018년 11월
- Canvas Draw 6.0 (macOS 10.13, 10.14) – 2019년 6월
- Canvas X 2020 20.0 (윈도우 7, 8, 10) – 2019년 10월

## 더 읽어보기
- Long, Ben (March 2000). “Deneba Canvas 7.0”. 《Macworld》. 17권 3호. 32–33쪽. — 맥월드에 실린 매킨토시용 데네바 캔버스 7.0 리뷰로, 해당 버전에 대한 좋은 개요를 제공한다.